# تشكالوفسك
تشكالوفسك (بالروسية: Чкаловск) هي إحدى مدن روسيا في الكيان الفدرالي الروسي نيزني نوفغورود أوبلاست.